# Ireneusz Gust
Ireneusz Gust (ur. 11 kwietnia 1955 w Stargardzie Szczecińskim, zm. 12 września 2001 w Gdańsku) – współzałożyciel Ruchu Młodej Polski i sygnatariusz jego deklaracji ideowej.

## Życiorys
W sierpniu 1980 uczestniczył w strajku w porcie morskim w Gdańsku. Od jesieni 1980 pracował w Sekretariacie Międzyzakładowego Komitetu Założycielskiego Solidarności w Gdańsku, od 1981 w KZD Solidarność, następnie był pracownikiem administracyjnym KK Solidarność.
W 1982 ukończył studia na Uniwersytecie Gdańskim, na wydziale historycznym.
W latach 1983–1986 współzałożyciel i pracownik Spółdzielni Pracy Świetlik, od 1987 do 1989 malarz konserwator w Spółdzielni Pracy Storem.
Jego żoną była Zofia Kruszyńska-Gust.
W 2006 pośmiertnie został odznaczony Krzyżem Komandorskim Orderu Odrodzenia Polski.